# Station Kaseda
 Station Kaseda (笠田駅, Kaseda-eki) is een spoorwegstation in de Japanse gemeente Katsuragi. Het wordt aangedaan door de Wakayama-lijn. Het station heeft twee sporen, gelegen aan twee zijperrons.

## Treindienst

### JR West
| 1 | ■ Wakayama-lijn | richting Hashimoto en Gojō |
| 2 | ■ Wakayama-lijn | richting Wakayama          |

## Geschiedenis
Het station werd in 1900 geopend. 

## Stationsomgeving
- Niutsuhime-schrijn
- Ōkuwa (supermarkt)
- 7-Eleven

(Yamatoji-lijn<<) Ōji · Hatakeda · Shizumi · Kashiba · JR Goidō · Takada · (>>Sakurai-lijn) · Yamato-Shinjō · Gose · Tamade · Wakigami · Yoshinoguchi · Kitauchi · Gojō · Yamato-Futami · Suda · Shimohyōgo · Hashimoto · Kii-Yamada · Kōyaguchi · Nakaiburi · Myōji · Ōtani · Kaseda · Nishi-Kaseda · Nate · Kokawa · Kii-Nagata · Uchita · Shimoisaka · Iwade · Funato · Kii-Ogura · Hoshiya · Senda · Tainose · Wakayama